# Ánxel Fole Sánchez
Ánxel Fole Sánchez (Lugo, 11 d'agost de 1903 - 9 de maig de 1986) fou un escriptor gallec. Va pertànyer, amb Álvaro Cunqueiro i Rafael Dieste, a la generació d'escriptors gallecs formats abans de la Guerra Civil.
Va estudiar en el col·legi dels Pares Maristes, després en el Seminari i va obtenir el batxillerat a l'Institut de Lugo en 1927. En l'adolescència va descobrir als poetes romàntics espanyols José de Espronceda i Gustavo Adolfo Bécquer i a partir de llavors es dedica a la lectura amb passió. De la literatura gallega llegirà aviat els poetes del Rexurdimento, fonamentalment Rosalía de Castro i Curros Enríquez. També s'entusiasmarà amb Valle-Inclán i Antonio Machado. Álvaro Cunqueiro, company d'institut, fou un gran amic seu. Va iniciar la carrera de Dret i Filosofia i Lletres a la Universitat de Valladolid, amb la idea de fer-se notari però després es trasllada a Santiago de Compostel·la, fins a 1933, sense arribar a obtenir la llicenciatura per problemes econòmics i també perquè s'interessava més per la literatura i la vida estudiantil que pels seus estudis acadèmics. Va començar a dedicar-se al periodisme, que no abandonaria mai del tot.
En 1931 va inaugurar en el periòdic El Progreso la sèrie «Cartafolio de Lugo», que es mantindria al llarg dels anys. En 1932 funda i dirigeix, també a Lugo, la revista literària avantguardista Enclusa, en la qual es van publicar per primera vegada els poemes gallecs de García Lorca. En 1933 es va convertir en redactor del periòdic viguès El Pueblo Gallego, en el qual va publicar el seu primer article en gallec a l'any següent. Va ser corresponsal a Lugo de l'agència de notícies Febus, més tard transformada en EFE. En 1936, començada ja la Guerra Civil Espanyola, va continuar amb l'edició de la revista compostelana Resol, el que li va suposar un gran risc. Precisament a causa de la guerra no es va arribar a publicar el seu primer llibre de relats «Auga Lizgaira», que estava ja en la impremta per a ser editat en 1936. El text es va perdre i actualment es coneixen solament dos dels seus relats, que havia publicat en la revista Nós, i un que havia aparegut en El Pueblo Gallego. Al final de la guerra, opta per no exiliar-se, com altres escriptors com Dieste, però es va veure sotmès a un total ostracisme interior.
En 1941 deixa Lugo per a viure en el camp (Quiroga, O Incio i O Courel) i publica els seus dos primers llibres de contes, «Á lus do candil» (1953) i «Terra Brava» (1955), i la peça teatral «Pauto do Demo» (1958). Els seus altres dos llibres de relats són «Contos da néboa» (1972) i «Historias que ninguén cre» (1981). A pesar del seu retir al camp, va continuar col·laborant en la premsa. En 1953 va retornar a Lugo, on s'establix definitivament. Va ingressar en la Reial Acadèmia Gallega el 5 d'octubre de 1963, dia de Sant Froilà (patró de Lugo). En 1984, va obtenir la Medalla Castelao. En 1997 se li va dedicar el Dia de les Lletres Gallegues i es va emetre un segell de correus en el seu honor amb una caricatura de Siro López.
En la seva narrativa, hereva de les d'Álvaro Cunqueiro, Castelao i Ramón Otero Pedrayo, Fole presenta la geografia dels llocs de muntanya en els quals va viure, així com els treballs, costums, diversions, etc. dels seus habitants a mitjan segle xx. La llengua dels seus relats recull el parla popular i inclou abundants vulgarismes, hipergalleguismes i dialectalismes, peculiars de les zones on situa els fets que conta. Els seus escrits acosten una informació etnográfica i antropològica fonamental del mig rural gallec abans de l'arribada de la mecanització.

## Obres
- Á lus do candil. Contos a carón do lume (1953)
- Terra Brava. Contos da solaina (1955)
- Pauto do Demo (1958)
- Contos da néboa (1972)
- Historias que ninguén cre (1981)